# Dartington
Dartington är en ort och civil parish i Storbritannien.   Den ligger i grevskapet Devon och riksdelen England, i den södra delen av landet, 280 km väster om huvudstaden London. Dartington ligger 31 meter över havet och antalet invånare är 876.
Terrängen runt Dartington är huvudsakligen platt, men västerut är den kuperad. Dartington ligger nere i en dal. Runt Dartington är det ganska tätbefolkat, med 111 invånare per kvadratkilometer. Närmaste större samhälle är Torquay, 13,8 km öster om Dartington. Trakten runt Dartington består i huvudsak av gräsmarker.